# Christoph Karl von Schlippenbach

Kopparstick. Fredsbanketten i Nürnberg 1649.

Christoph Karl von Schlippenbach, född 1 januari 1624 i Kurland, död 27 november 1660, var en svensk greve, krigare och diplomat. Han var far till Karl Friedrich von Schlippenbach.

## Biografi
von Schlippenbach var en av de européer som under trettioåriga kriget gick i svensk tjänst där han gjorde en snabb karriär. Han var son till en adlig godsägare och sattes av fadern i en jesuitskola i Litauen, men kom sedan till Riga, som då var svensk besittning. Här trädde han i generalguvernören Bengt Oxenstiernas tjänst, begav sig efter hans död 1643 till Stockholm och lyckades där knyta sådana kontakter att han, när kriget mot Danmark kort därpå bröt ut, fick inträda i Gustaf Horns armé som löjtnant vid gardet. Efter danska fälttågets slut förflyttades han 1645 som kapten till Lennart Torstenson armé i Tyskland och avancerade där ytterligare, blev adjutant hos Carl Gustaf Wrangel samt togs, när pfalzgrefven Karl Gustav efterträtt Wrangel som generalissimus, i Karl Gustavs personliga tjänst som hovmarskalk. Karl Gustav använde honom under avvecklingen efter westfaliska freden i många diplomatiska uppdrag. Vid denna tid, under vistelsen i Nürnberg i och för de där pågående förhandlingarna om den stora fredstraktatens exekution, gifte sig von Schlippenbach med dottern till en från Steiermark landsflyktig friherre von Praunfalk, och efter exekutionsrecessens avslutande upptogs han ett par år av försäljningen av svärfaderns egendomar samt andra enskilda angelägenheter. 
År 1653 återvände han till Sverige och blev här en av de mest verksamma personerna i de förvecklingar som fyllde Kristinas sista år som drottning. Han spelade en viktig roll i de intriger som störtade Magnus Gabriel De la Gardie från dennes ställning i Kristinas gunst, och likaså i de hemlighetsfulla förhandlingarna mellan Kristina och Karl Gustav före hennes tronavsägelse, överhopades av henne under de sista veckorna före tronskiftet (maj-juni 1654) med belöningar: fullmakt som överste vid livgardet, donationer, värdigheten av friherre och samma dag (l juni 1654) av greve (med Skövde som grevskap) samt vann även den blivande kungens synnerliga bevågenhet. Omedelbart efter Karl Gustavs tronbestigning utsändes von Schlippenbach (i juli 1654) i en diplomatisk beskickning, som vunnit mycken men överdriven ryktbarhet i den historiska litteraturen. Hans uppdrag var att notificera tronbestigningen vid de viktigare tyska hoven och i samband därmed orientera sig om deras ställning till de många efter kriget svävande frågorna i Tyska riket samt utröna möjligheterna för Sverige att knyta nya förbindelser på olika håll. 
På sin rundresa från Berlin över Dresden och Mainz till München gick von Schlippenbach emellertid långt utöver sin instruktion, utbredde sig i storpolitiska kannstöperier och sökte utan framgång drag Sachsen och Bayern från deras förbindelser med Österrike. Hans uttalanden i Berlin till kurfursten Fredrik Vilhelm i september 1654 har uppfattats som bevis för att Karl Gustav redan vid tronbestigningen varit besluten för ett stort erövringskrig mot Polen till fullbordande av Sveriges "östersjövälde", men dessa uttalanden strider mot hans instruktion och har inte den betydelse för det polska krigets tillkomsthistoria, som tillmätts dem. von Schlippenbach blev också desavouerad av kungen, fastän denne ej tycks ha fått full kunskap om hans egenmäktighet. Först med sensommaren 1655, sedan kriget brutit ut, fick han åter användning i diplomatiska värv, vid underhandlingar med Brandenburg, och i dessa synes han så småningom ha återförvärvat kungens förtroende. Han deltog sålunda i det diplomatiska arbete, som ledde till de viktiga fördragen mellan Karl Gustav och kurfursten 1656, fick, när kungen bröt upp mot Danmark 1657, kvarstanna för att söka fasthålla den vacklande kurfursten vid förbundet med Sverige och betroddes även med att söka anknyta fredsunderhandlingar med Polen. Lönen för detta arbete blef utnämning till president i Krigskollegium och inkallelse i riksrådet, 1657.
Han nämns bland deltagarna i ett par av Karl Gustavs ryktbara rådsöverläggningar på tysk mark under juni och juli 1658, då frågan om andra kriget mot Danmark behandlades, följde även kungen under det nya fälttågets första del, på hösten 1658, men framträder inte särskilt vare sig i rådsförhandlingarna eller i andra angelägenheter, och 1659 fick han återvända till underhandlingarna med Polen och Brandenburg; han var en av Sveriges kommissarier vid den stora fredskongress, som ledde till freden i Oliva. Vid återkomsten därifrån till Sverige, på hösten 1660, belönades han av Karl XI:s förmyndarregering med utnämning till president vid tribunalet i Wismar, men kom aldrig att utöva ämbetet. Han deltog i den viktiga uppgörelsen om den nya regeringens ordning, sändes av regeringen att möta drottning Kristina, som skyndat till Sverige, och söka hejda hennes resa - vilket inte lyckades - samt avgick i november 1660 på en ny beskickning till Polen, denna gång för att förhandla om förbund mellan Polen och Sverige. Förslaget härom tycks ha väsentligen utgått från von Schlippenbach och ingått i vissa äventyrliga storpolitiska aktionsplaner. Men hans fartyg Resande Man led skeppsbrott mellan Dalarö och Landsort, och han själv drunknade. von Schlippenbach skildras i traditionen som häftig, orolig och intrigant, och han var uppenbarligen en lyckoriddarnatur, utan egentligt fäste i Sverige. Han har också omtalats som "gunstling" hos Karl X Gustav, men knappast med rätta; något större inflytande på kungen tycks han inte ha utövat.